# William R. King

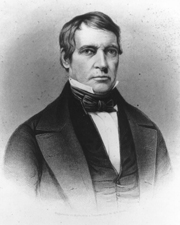
William R. King

William Rufus DeVane King (* 7. April 1786 im Sampson County, North Carolina; † 18. April 1853 im Dallas County, Alabama) war ein US-amerikanischer Politiker und im Jahr 1853 für 45 Tage bis zu seinem Tod der 13. Vizepräsident der Vereinigten Staaten unter Präsident Franklin Pierce. Außerdem war er Mitglied beider Kammern des US-Kongresses.

## Leben
King schloss ein Studium der Rechtswissenschaften an der University of North Carolina in Chapel Hill 1803 erfolgreich ab und wurde 1806 als Anwalt zugelassen. Von 1807 bis 1809 gehörte er dem Repräsentantenhaus von North Carolina an, beginnend 1811 wurde er als Mitglied der Demokratisch-Republikanischen Partei drei Mal in das Repräsentantenhaus der Vereinigten Staaten gewählt, bis er im Herbst 1816 sein Mandat aufgab, um als Diplomat seine Heimat in Europa zu vertreten. King diente zuerst in Neapel, Königreich beider Sizilien und später in der russischen Hauptstadt Sankt Petersburg als Legationssekretär.
1818 kehrte er in die Vereinigten Staaten zurück, siedelte im sich gerade konstituierenden Bundesstaat Alabama an, wurde dort in die konstituierende Versammlung des Territoriums gewählt und nach der Aufnahme in die Union als Bundesstaat 1819 der erste Senator Alabamas im Kongress. Nach dem Zerbrechen der Demokratisch-Republikanischen Partei Mitte der 1820er Jahre wurde er Parteigänger von Andrew Jackson; als solcher wurde er mehrfach wiedergewählt, bis King 1844 wieder in den diplomatischen Dienst ging, um als Gesandter sein Land in Frankreich zu vertreten. Hier folgte er auf Lewis Cass.
Nach seiner Rückkehr wurde er 1848, nun als Mitglied der Demokraten, wiederum Senator von Alabama. Er wurde Vorsitzender des Auswärtigen Ausschusses, bis er Ende 1852 aus gesundheitlichen Gründen sein Mandat abgab. Zuvor war er noch auf der Democratic National Convention in Baltimore zum Running Mate von Franklin Pierce für die Präsidentschaftswahl 1852 bestimmt worden, die für die Demokraten erfolgreich verlief.
Daher war er zum Zeitpunkt des Rücktritts bereits gewählter, aber noch nicht ins Amt eingeführter Vizepräsident der Vereinigten Staaten. King begab sich für den Winter 1852/53 zu einer Kur nach Kuba; sein schlechter Gesundheitszustand verhinderte im Frühjahr 1853 sogar die Teilnahme an der feierlichen Inauguration des Präsidenten am 4. März in Washington. Da klar war, dass King selbst nicht mehr nach Washington zurückkehren würde, wurde er in Havanna auf Kuba in sein eigenes Amt als Vizepräsident eingeführt. Eigens dafür erließ der Kongress ein Sondergesetz.

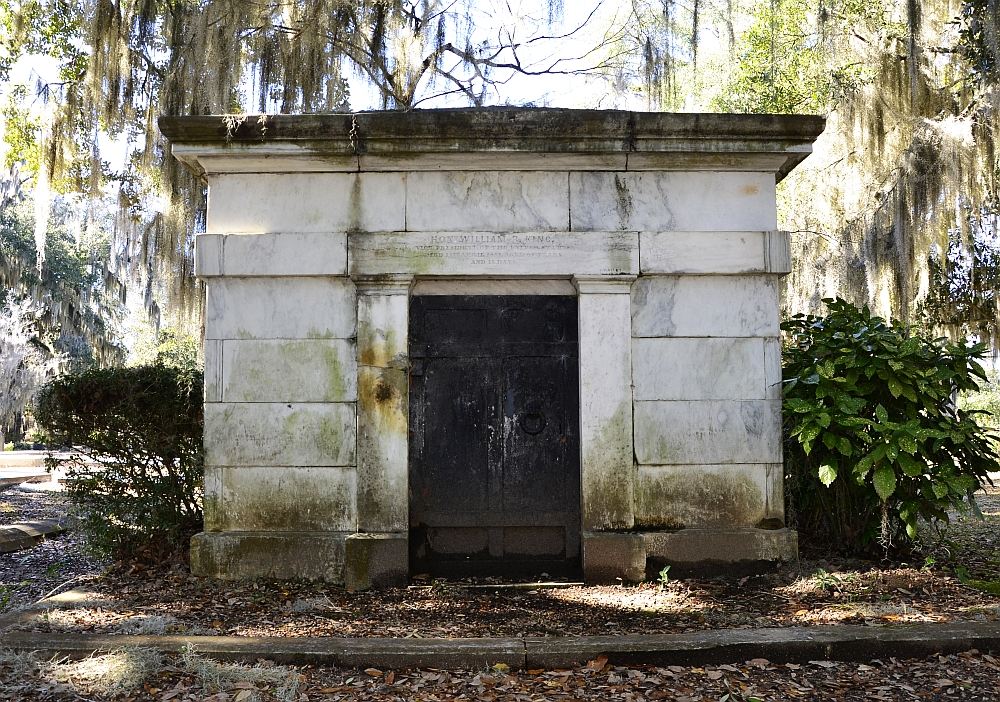
Gruft von William R. King

Im April 1853 kehrte King auf seine Plantage King's Bend im Dallas County zum Sterben zurück. Er starb am 18. April nach 45 Tagen im Amt, ohne auch nur eine Amtshandlung vorgenommen zu haben. Das Amt des Vizepräsidenten blieb bis zum Ende von Pierces Amtszeit im März 1857 unbesetzt, da vor dem 25. Verfassungszusatz von 1967 dieses Amt nur durch die Volkswahl im Turnus von vier Jahren besetzt werden konnte.

## Homosexualität
Einige Historiker sind der Auffassung, dass King in einer homosexuellen Dauerbeziehung zum späteren Präsidenten James Buchanan lebte. Beide waren ledig und teilten sich 16 Jahre lang während der Sitzungsphasen des Kongresses ein Pensionszimmer in Washington. Der auf andere dandyhaft wirkende King wurde von Präsident Andrew Jackson und anderen Kongressabgeordneten als „Miss Nancy“ beziehungsweise „Aunt Fancy“ betitelt, was auf seine vermutete Homosexualität anspielen sollte.